# Stedelijk Museum
Stedelijk Museum (direkte oversat Bymuseet) i Amsterdam, Holland, er et berømt museum for moderne kunst. Museet åbnede i 1895 på Museumspladsen ("Museumplein"), tæt på Rijksmuseum og Van Gogh-museet. Museumsbygningen undergik i 2007 renovering, hvorfor samlingerne blev udstillet i en bygning nær hovedbanegården. Stedelijk blev statens museum for moderne kunst i 1938 og i 1973 blev Van Gogh-museet skabt ved at udskille Van Gogh-samlingen fra museet. Museet havde 680.000 gæster i 2017. Det er blandet landets mest besøgte museer.

## Samlingerne
Stedelijk Museum har en af de rigeste samlinger af moderne kunst i verden. Sammen med malerier af alle store navne indenfor de moderne kunstretninger som impressionismen, fauvisme, kubisme og ekspressionisme har den bl.a. en unik samling af 29 malerier af Kazimir Malevich, en ligeså unik samling af De Stijl og COBRA-bevægelsen, malerier af Matisse, Chagall, Picasso, Newman en Rauschenberg og Warhol.

## Bygningen
Hovedbygningen blev bygget i årene 1891-1895 på Paulus Potterstraat for at huse de samlinger som Sophia Augusta Lopez Suasso de Bruyn havde skænket byen. Bygningen blev tegnet af A.W.Weissman, som var Amsterdams byarkitekt på det tidspunkt. Bygningen var oprindelig neo-renæssance, men efterfølgende renoveringer har fjernet meget af den rige udsmykning ved at fjerne mange af skulpturerne og dekorationen. 
Udstillingspladsen blev fordoblet ved den seneste renovering ved at en ny moderne bygning blev tilføjet den oprindelige. Den nye bygning er designet af et firma fra Amsterdam, Benthem Crouwel Architects.
Grundet det knap så gode indeklima vises de klassiske samlinger ikke (Chagall, Picasso og andre).

## Eksterne links
- Museets hjemmeside
- Hjemmeside for museets "projectspace"
- Stedelik Museum i Amsterdam – historie og samlinger.

52°21′29″N 4°52′48″Ø / 52.35806°N 4.88000°Ø